# سائوری تاکارادا
سائوری تاکارادا (انگلیسی: Saori Takarada؛ زادهٔ ۲۷ دسامبر ۱۹۹۹) بازیکن فوتبال است که در تیم ملی فوتبال زنان ژاپن بازی کرده‌است.